# Heinrich Otto Meisner
Heinrich Otto Meisner (1. dubna 1890, Berlín – 26. listopadu 1976, Postupim) byl německý historik a archivář. Je považován za zakladatele moderní teorie archivnictví a publikoval řadu prací o archivnictví a ústavních dějinách.

## Životopis
Heinrich Meisner byl synem ředitele oddělení Královské pruské státní knihovny v Berlíně Heinricha Meisnera. Po absolvování gymnázia Kaiserin-Augusta v Berlíně-Charlottenburgu začal Meisner v roce 1908 studovat historii, germanistiku a ústavní a správní právo na Humboldtově univerzitě v Berlíně, kde v roce 1913 získal doktorát.
V srpnu 1913 získal Meisner místo archivního praktikanta ve Státním archivu ve Štětíně, ale již v dubnu 1914 se vrátil do rodného města, aby složil aspirantské zkoušky v Pruském tajném státním archivu. Zůstal v Berlíně, kde mu byl v roce 1921 udělen titul státního archiváře. Od roku 1922 působil také jako lektor archivnictví, ústavních, správních a úředních dějin na Pruském archivním institutu v Berlíně-Dahlemu. V roce 1923 byl jmenován komisařem a v roce 1925 vedoucím Braniborsko-pruského domácího archivu v Berlíně-Charlottenburgu. Tuto funkci zastával až do roku 1928, kdy se vrátil do Státního tajného archivu, odkud byl vyslán ke studiu sovětského archivnictví v Moskvě a Leningradu. Po návratu ze Sovětského svazu se v roce 1935 stal vedoucím archivářem v Říšském archivu v Postupimi, jehož zničení během druhé světové války byl svědkem.
Po skončení války pracoval Meisner pro archivní správu v Postupimi a v roce 1948 se stal právním poradcem braniborského zemského sněmu.
V roce 1950 se Meisner stal lektorem na Institutu pro archivní vědu v Postupimi a v roce 1953 profesorem na Humboldtově univerzitě v Berlíně. Od roku 1961 byl řádným členem Akademie věd v Berlíně. U příležitosti svých 70. narozenin byl vyznamenán Řádem za zásluhy o vlast. Zemřel 26. listopadu 1976 v Postupimi.